# Pitcairnöarnas öråd
Pitcairnöarnas öråd (engelska Island Council) är det lagstiftande organet i Pitcairnöarna. Rådet samarbetar med Pitcairns guvernör som bor i Nya Zeeland. Pitcairn har kallats för världens minsta demokrati. Rådet leds av en borgmästare.
Örådet består av följande representanter (mandatperiod i parentes):
- Fyra valda parlamentariker (1 år)
- Två ex-officio-representanter: borgmästaren (3 år) och rådets ordförande (1 år)
- En representant nominerad av de fyra valda parlamentarikerna (1 år)
- Två representanter nominerade av guvernören (1 år)
- Guvernören (för tillfället)

Valet hålls vart tredje år och det senaste hölls 2019. Alla som är minst 18-åriga och har varit bosatta på ön för minst 3 år, har rösträtt.. Alla representanter är partilösa.
De nuvarande representanter är:
| Namn              | Roll             |
| ----------------- | ---------------- |
| Charlene Warren   | Borgmästare      |
| Kevin Young       | Vice borgmästare |
| Shawn Christian   | Representant     |
| L Jaques          | Representant     |
| Lea Brown         | Representant     |
| Nick Kennedy      | Administratör    |
| Heather Menzies   |                  |
| Michele Christian | Representant     |
| Ariel Harding     | Representant     |